# Maldita Nerea
 (avril 2018).
Si vous disposez d'ouvrages ou d'articles de référence ou si vous connaissez des sites web de qualité traitant du thème abordé ici, merci de compléter l'article en donnant les références utiles à sa vérifiabilité et en les liant à la section « Notes et références ».
Maldita Nerea est un groupe de musique pop-rock espagnol originaire de Murcie, en Espagne. 
Il est formé en 2003 par Jorge Ruiz, Luís Gómez, Rafa Martín, Tato Latorre et Serginho Moreira. 
Depuis le lancement de leur premier album El Secreto de las Tortugas, c'est la consécration. Ils deviennent un des principaux groupes de musique espagnole et connaissent également un grand succès en Amérique-Latine. 
Les fans du groupe sont appelés Tortugas en référence au logo du groupe représentant une tortue et à leur premier album qui a connu un fort succès sur la scène espagnole. 

## Biographie

### Début 2003 à 2007
Groupe originaire de Murcia, ils commencent à faire des petits concerts dans les villes de Murcie et Salamanque où Jorge part étudier en 2003. Le groupe reçut un succès immédiat. Petit à petit, il devient un des groupes les plus populaires en Espagne à la suite de concerts dans des petites salles. Face à ce succès, ils enregistrent leur premier album en octobre 2003 Cuarto Creciente sous le label d'Universal Music. 

### Année 2010
Grand succès avec la chanson Cosas que suenan qui devient très rapidement numéro 1. Une tournée se prépare dont le passage au Palacio de Deportes à Madrid ou au Sant Jordi Club à Barcelone. 
Face a ce succès, le groupe commence à gagner des prix et principalement Los Premios 40 Principales dans plusieurs catégories.
La chanson El secreto de la tortugas fut choisi comme chanson de l’année 2010 par Itunes.

### Année 2014
Après 3 ans d’absence, le groupe revient avec une nouvelle chanson Buena Energía  qui représentera La Roja, la sélection Espagnole lors de la Coupe du monde de football au Brésil.
À la suite de cela, se prépare une nouvelle tournée et un nouvel album Mira Dentro.

### Année 2017
Le single Bailarina fut choisi comme la chanson officielle de La Vuelta 2017 dont le clip a été tourné dans les lieux emblématiques de la ville de Nîmes, ville départ.

### Année 2020
Produit par Paco Salazar, c'est le 31 janvier 2020 que sort le neuvième album du groupe. Le groupe se produit alors à Paris le 27 février 2020 au Gibus Live.

## Discographie

### Albums
- 2003 : Cuarto Creciente
- 2004 : Maldita Maqueta
- 2007 : El Secreto de las tortugas
- 2009 : Es un secreto … No se lo digas a nadie
- 2011 : Fácil
- 2012 : Mucho + Fácil
- 2014 : Mira Dentro
- 2017 : Bailarina
- 2020 : Un planeta llamado nosotros